# Monte Cum
Il monte Cum (in dialetto sloveno Hum) è una montagna delle Alpi alta 917 m s.l.m., situata nella parte orientale dalla provincia di Udine.

## Geografia

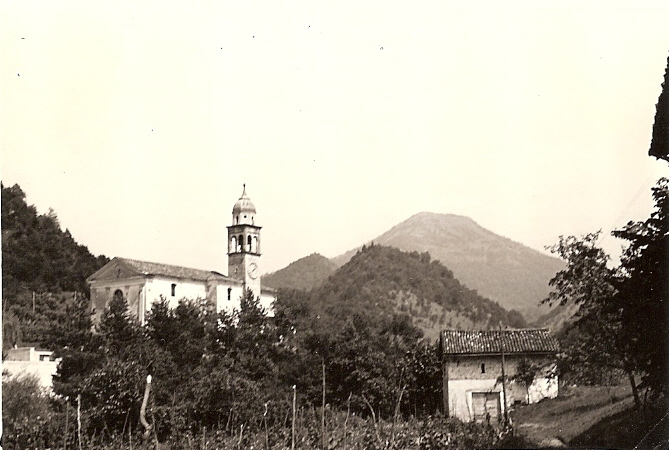
Il monte Cum visto da Liessa

L'interno di una tricea sul monte Cum nel corso della prima guerra mondiale

Il monte Cum trova ubicazione tra le frazioni di Tribil Superiore (in dialetto sloveno Gorenji Tarbij), in comune di Stregna, e di San Volfango (in dialetto sloveno Svet Štoublank), in comune di Drenchia, nei pressi del confine con la Slovenia.
Il monte è ricoperto da folta e varia vegetazione ed è facilmente individuabile dalla sottostanti valli e dalla pianura friulana per la sua caratteristica forma tronco-piramidale e per la mancanza di altri rilievi nelle immediate vicinanze.

## Storia
Nel corso della prima guerra mondiale fu una cima strategica del fronte italiano, presidiato dalla 2ª Armata. Faceva parte dell'ultima linea di difesa ad oltranza e fu una delle postazioni duramente colpite durante la battaglia di Caporetto. La cima, difesa dalla brigata Elba, venne conquistata dalle truppe dell'8º reggimento dei Leibgrenadier alle ore 11 del giorno 26 ottobre 1917, mentre le truppe superstiti italiane si ritiravano verso Castelmonte ed il monte Spik. Di quel periodo rimangono ancora visibili le gallerie scavate e le piazzole costruite per alloggiare i pezzi d'altiglieria.

### Origine del nome
Il nome del monte deriva dal vocabolo sloveno holm (che significa colle, collina) che si è modificato, col tempo, in hum per la contrazione del gruppo ol in u.

## Escursionismo

### Traversate
- Per effettuare, in sicurezza, delle escursioni in loco, si può seguire la segnaletica C.A.I. n. 747 - Sentiero Italia[3].
- Dal 2016 è percorribile il Sentiero della Grande guerra del monte Cum. L'anello parte dalla frazione di Tribil Superiore, percorre la dorsale meridionale del monte, raggiunge la vetta, prosegue fino al borgo di Rucchin e ritorna al punto di partenza passando tra i boschi della dorsale settentrionale del Cum.
Durante il percorso si incontrano le caverne e le piazzole scavate per il ricovero e il posizionamento dei pezzi di artiglieria, le trincee approntate dalla 2ª Armata, i crateri prodotti dalle granate lanciate dagli austroungarici, i resti dei casermaggi e dei depositi per i materiali bellici e gli appostamenti realizzati per posizionare i pezzi dell'artiglieria contraerea. Il tempo di percorrenza è di circa tre ore e mezzo.[4] [5]